# Mario Mafai
Mario Mafai, né le 12 février 1902 à Rome et mort le 31 mars 1965  dans la même ville, est un peintre italien. Il est cofondateur, avec son épouse Antonietta Raphaël, de l'École romaine de peinture.